# Etmopterus perryi
Etmopterus perryi (лат.) — вид катранообразных акул семейства этмоптеровых (Etmopteridae). Эта акула является, возможно, самой маленькой из всех акул с максимальной измеренной длиной в 21,2 см. Обитает в Атлантическом океане у побережья Колумбии и Венесуэлы на глубине 283—439 метров. Отличительными особенностями вида являются небольшой размер взрослой особи, длинная плоская голова, рисунок из чёрных полос на брюхе и длинная полоса на спине. Как и остальные виды рода Etmopterus, эта акула имеет фотофоры, с помощью которых может излучать свечение. Способ размножения — яйцеживорождение, в помёте обычно 2—3 детёныша. Данный вид не является промысловым, однако часто попадается в сети в результате прилова. Уровень опасности для вида со стороны человека в настоящее время неизвестен.

## Систематика
Вид был описан американскими ихтиологами Стюартом Спрингером и Джорджем Бёрджессом на основе экземпляров, выловленных исследовательским судном «Орегон» в 1964 году. Название виду было дано в честь известного биолога — исследователя акул Перри Гилберта. Описание было опубликовано в 1985 году. Типовой экземпляр вида — самка длиной 18,2 см, выловленная в Карибском море у побережья Колумбии. Etmopterus perryi объединяют в группу с ночной акулой (E. spinax), карибской колючей акулой (E. hillianus), (E. schultzi), (E. unicolor), широкополосой чёрной акулой (E. gracilispinis) и гребнезубой чёрной акулой (E. decacuspidatus) по признаку неравномерно организованных иглообразных кожных зубов.

## Распространение и образ жизни
В настоящее время подтверждённый ареал вида включает небольшую область на юге Карибского моря у берегов Колумбии и Венесуэлы между городами Барранкилья и Санта-Марта, у полуострова Гуахира, а также между островами Лос Тестигос и Гренадой. Эти акулы обитают на континентальной окраине на глубинах 283—439 метров.

## Описание
Акула имеет длинную уплощённую голову, которая составляет от одной пятой до четверти длины всего тела. Глаза большие, по длине в два раза больше, чем по высоте, с заострёнными передним и задним краем. Ноздри крупные, прикрыты слабо развитыми кожными заслонками. В верхней челюсти 25—32 зуба, в нижней челюсти 30—34 зуба. Верхние зубы взрослых самцов имеют один бугорок, к которому примыкают две пары более мелких бугорков. Нижние зубы имеют один, сильно скошенный бугорок. Основания зубов смыкаются, образуя единую режущую поверхность. Во рту и на краях жаберных щелей разбросаны вкусовые сосочки. Жаберных щелей пять пар, по размеру они сравнительно небольшие.
Туловище короткое с двумя близко расположенными крупными спинными плавниками. Первый спинной плавник начинается сразу за грудными плавниками. Второй спинной плавник по площади в два раза больше, чем первый, он также больше грудных и тазовых плавников. Анального плавника нет. Хвостовой плавник имеет небольшую нижнюю лопасть и выемку с брюшной стороны у кончика верхней лопасти. Кожа, кроме губ и кончиков плавников, покрыта редкими, тонкими, иглоподобными кожными зубчиками. Окрас акулы тёмно-коричневый с чётким рисунком из более тёмных полос на брюхе, длинной тёмной полосой вдоль спины (но без белого участка, как у родственного вида Etmopterus hillianus). Кончик хвостового плавника также более тёмный, имеется тёмное пятно в нижней части хвостового плавника. Некоторые из брюшных полос состоят из излучающих свет фотофоров, другие же (включая пятно за тазовыми плавниками) составлены из содержащих тёмный пигмент хроматофоров. Самый крупный выловленный экземпляр имел длину 21,2 см.

## Биология и экология
Данный вид, возможно, является самым маленьким из всех акул, взрослые самцы имеют среднюю длину 16—17,5 см, самки — 15,5 см, известны также беременные экземпляры длиной 19—20 см. Акулы видов Squaliolus laticaudus и Eridacnis radcliffei имеют сопоставимые размеры, при этом трудно судить о сравнительной величине данных видов ввиду сложности чёткого определения репродуктивного возраста акул. Вид яйцеживородящий, плод питается желтком, наполняющим желточный мешок, до момента рождения. В помёте 2—3 детёныша длиной 5,5—6 см.

## Взаимодействие с человеком
Из-за небольшого размера данная акула не имеет промысловой ценности. Случайное попадание в сети (прилов) может наносить вред популяции ввиду невысокой плодовитости и ограниченного ареала, впрочем влияние человека на популяцию слабо изучено, вследствие чего Международным союзом охраны природы виду был присвоен охранный статус «Данных недостаточно» (англ. Data Deficient, DD).